# Huntress
Gli Huntress sono stati un gruppo musicale heavy metal statunitense.

## Storia del gruppo

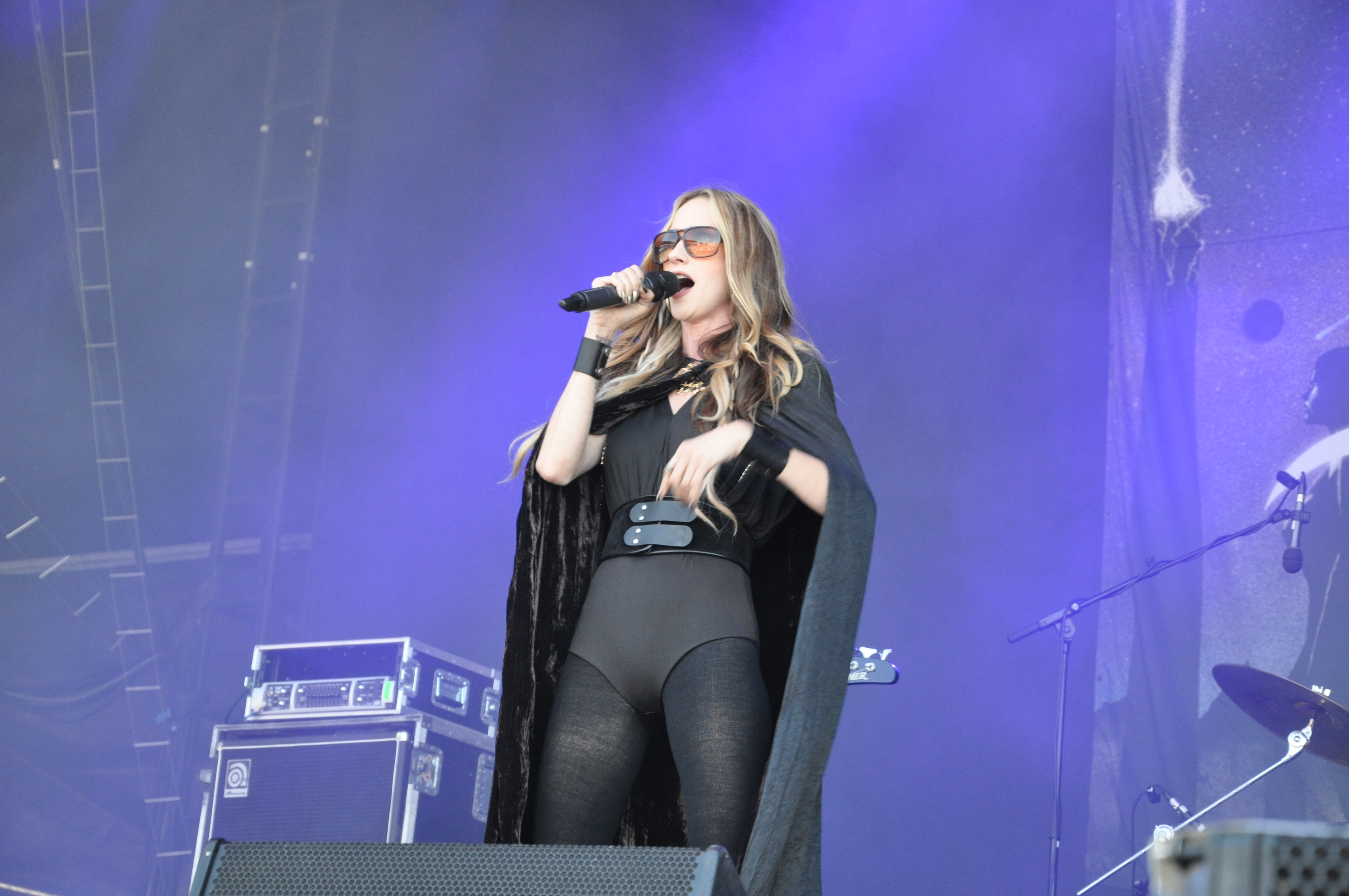
Jill Janus al Rock am Ring 2014

Il gruppo è nato nel quartiere Highland Park di Los Angeles, quando la cantante Jill Janus, trasferitasi a Los Angeles, conobbe i componenti della band "Professor" nel 2009. Nel novembre 2011 il gruppo firmò un contratto con la Napalm Records, dopo aver pubblicato un EP, intitolato Off with Her Head nel 2010. Il 27 dicembre 2011 pubblicarono il loro primo singolo, "Eight of Swords", per promuovere il loro album di debutto, Spell Eater.
Il 26 giugno 2013 pubblicano il secondo album studio, intitolato Starbound Beast.
Il 24 marzo 2014, il gruppo annuncia di aver cominciato a comporre e a registrare delle demo per il terzo album. Static, prodotto da Paul Fig e Jim Rota, è stato pubblicato dalla Naplam Records il 25 settembre 2015.
Il 14 agosto 2018 la cantante Jill Janus, da tempo sofferente di disturbi psichici, si è tolta la vita.

## Stile
Lo stile della band è stato definito come classico heavy metal con influenze di thrash e doom metal. Le canzoni sono spesso composte da parti cantate alternate a scream della cantante, che aveva un'estensione vocale di quattro ottave.

## Formazione
- Jill Janus - voce (2009-2018)
- Blake Mehal - chitarra (2009-2018)
- Ian Alden - chitarra (2009-2018)
- Eric Harris - basso (2009-2018)
- Carl Wierzbicky - batteria (2009-2018)

## Discografia

### Album studio
- 2012 – Spell Eater
- 2013 – Starbound Beast
- 2015 – Static

### EP
- 2010 – Off with Her Head

### Singoli
- 2011 - Eight of Swords
- 2012 - Spell Eater
- 2013 - Zenith